# Kościół Świętej Elżbiety w Bratysławie
Kościół Świętej Elżbiety albo Niebieski Kościółek  (słow. Kostol svätej Alžbety albo Modrý kostolík, węg. Szent Erzsébet-templom, niem. Sankt-Elisabeth-Kirche) – secesyjna, jednonawowa świątynia znajdująca się w Bratysławie, w dzielnicy Stare Miasto. Fundatorem był cesarz Franciszek Józef I – w powszechnej opinii druga w mieście świątynia poświęcona św. Elżbiecie miała uczcić pamięć jego tragicznie zmarłej żony, cesarzowej Elżbiety.
Swoją nazwę zawdzięcza niebieskiemu kolorowi ścian zewnętrznych świątyni. Nietypowy kształt i eliptyczna w rzucie wieża o wysokości prawie 37 metrów to zasługa projektanta, Ödöna Lechnera, węgierskiego architekta, współtwórcy wielu budynków secesyjnych w Budapeszcie. Kościół powstał w latach 1909–1913, a za patronkę przyjęto św. Elżbietę Węgierską, żyjącą w XIII wieku, urodzoną na bratysławskim zamku. Początkowo świątynię miała wieńczyć kopuła, ostatecznie zdecydowano się na dach czterospadowy. Znacznie pomniejszona kopuła, w kształcie, w jakim planowano przykryć nią kościół, znajduje się nad kazalnicą.
W świątyni charakterystyczne jest szerokie wykorzystanie elementów ceramicznych - majoliki z manufaktury Zsolnaya z Peczu; kolor niebieski dominuje zarówno w wystroju wnętrza kościoła jak i z zewnątrz. Wejścia do świątyni obudowane są neoromańskimi filarami z elementami orientalnymi.
Nad głównym wejściem znajduje się mozaika przedstawiającą patronkę kościoła z różami. Obraz z podobną sceną jest również umieszczony wewnątrz, nad głównym ołtarzem, natomiast w ołtarzu bocznym płaskorzeźba pokazuje św. Teresę. Autorami elementów wyposażenia byli artyści węgierscy. Wewnątrz, w miejscu w którym obecnie znajduje się płaskorzeźba św. Teresy, znajdowało się kiedyś marmurowe epitafium poświęcone cesarzowej Elżbiecie – obecnie jest ono w budynku plebanii.
Dzwony w świątyni zainstalowano w 1911 r. Podczas konsekracji w głównym ołtarzu umieszczono relikwie św. Elżbiety, św. Klemensa i św. Teodory.
W pobliżu kościoła, na ulicy Grösslingovej, znajdują się secesyjne budynki gimnazjum, tzw. Gymnázium Gamča, również zaprojektowane przez Lechnera, które razem ze świątynią oraz plebanią tworzą zwarty i dopasowany obszar architektoniczny. W ostatnim okresie kościół jak i plebanię gruntownie odremontowano.

## Galeria

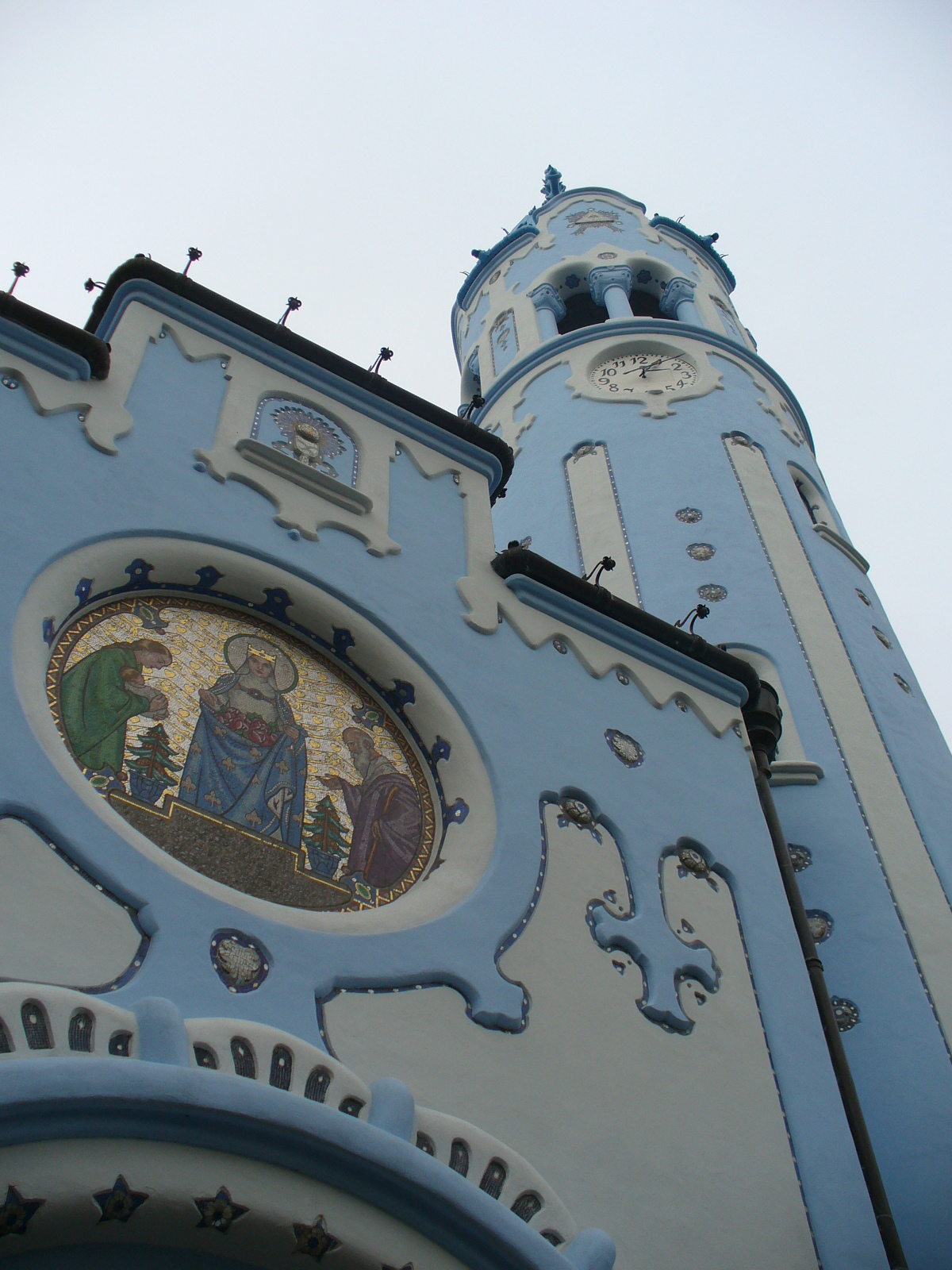
Mozaika nad głównym wejściem i wieża
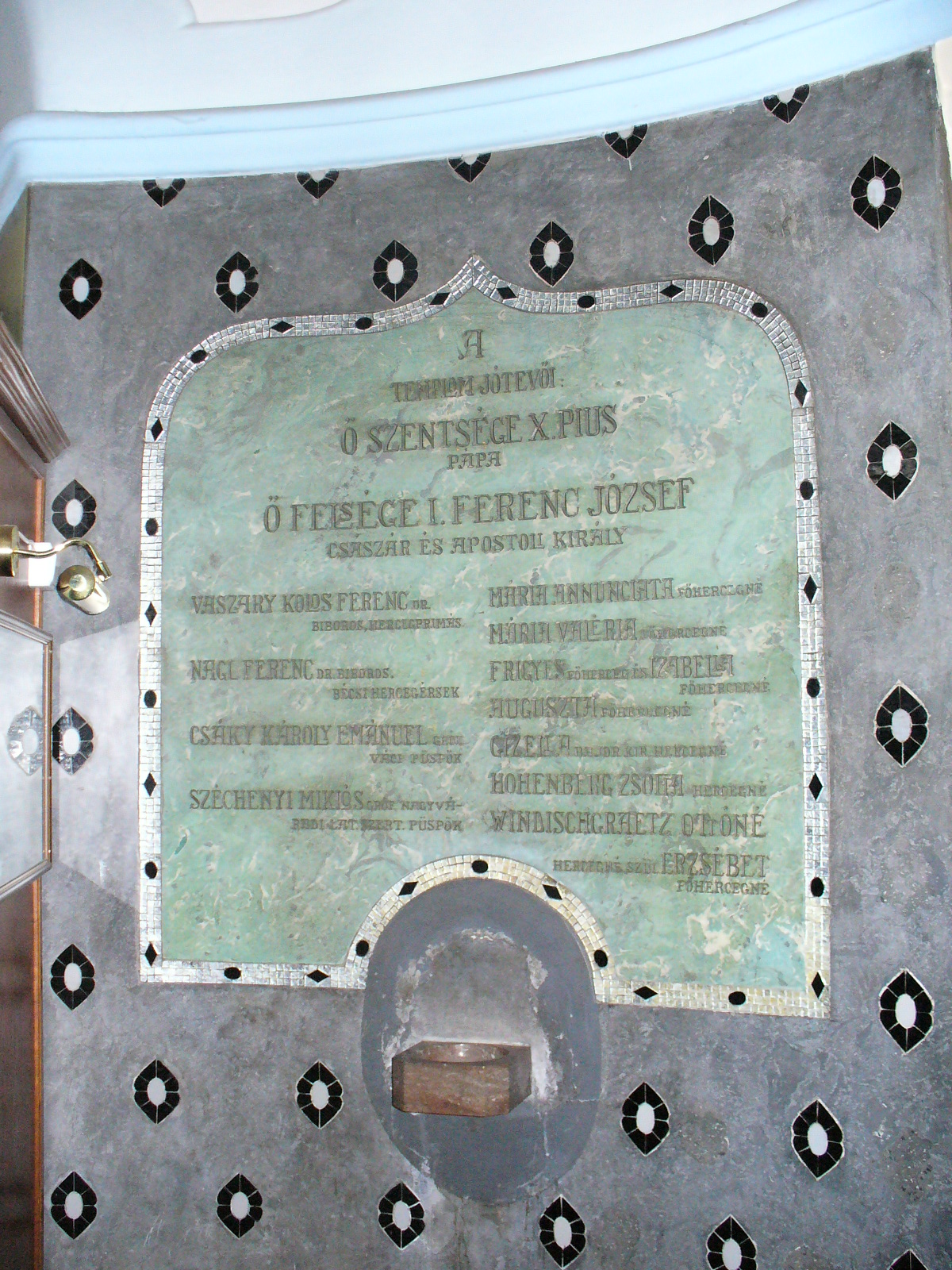
Tablica fundatorów kościoła
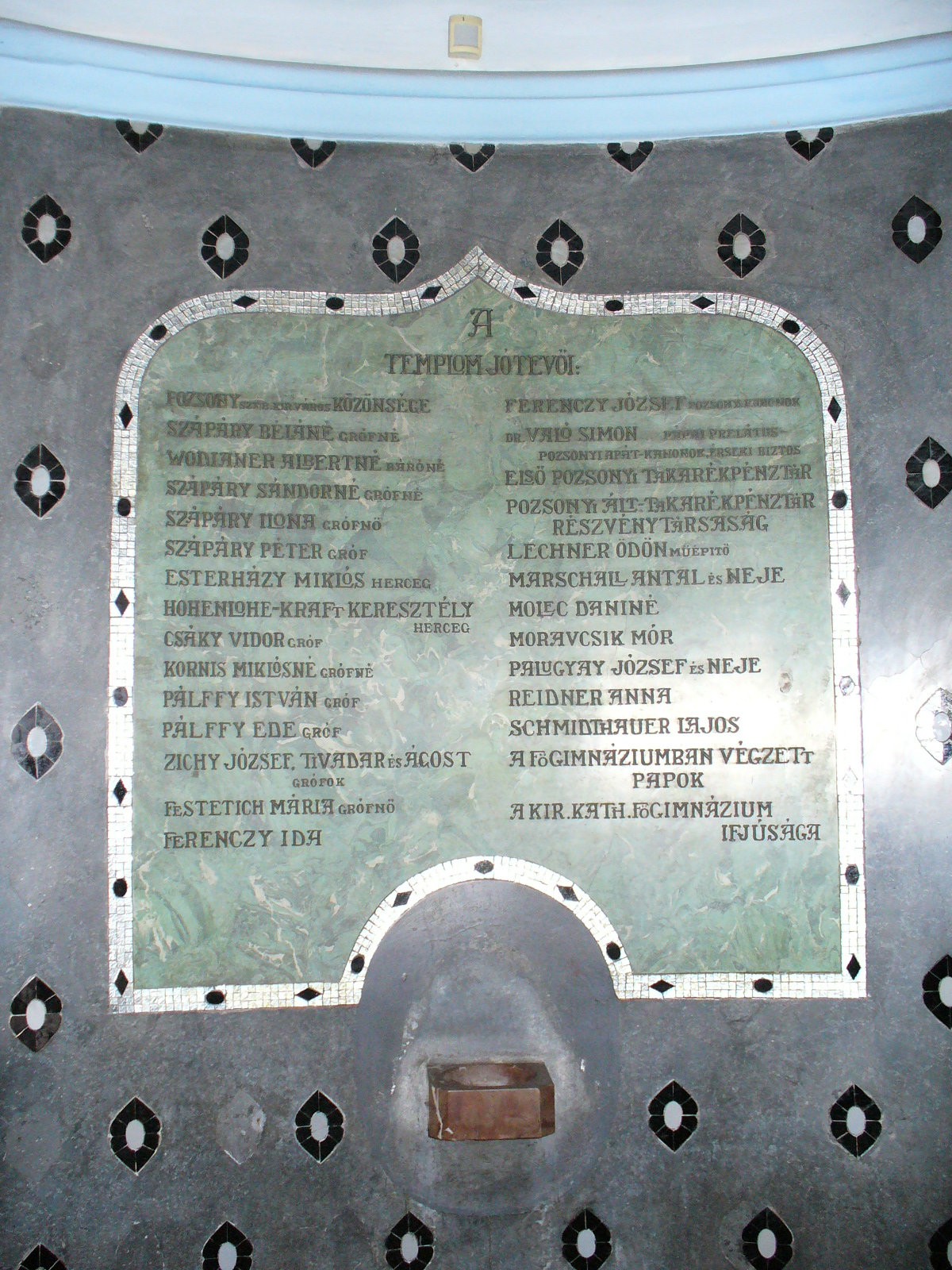
Druga tablica fundatorów
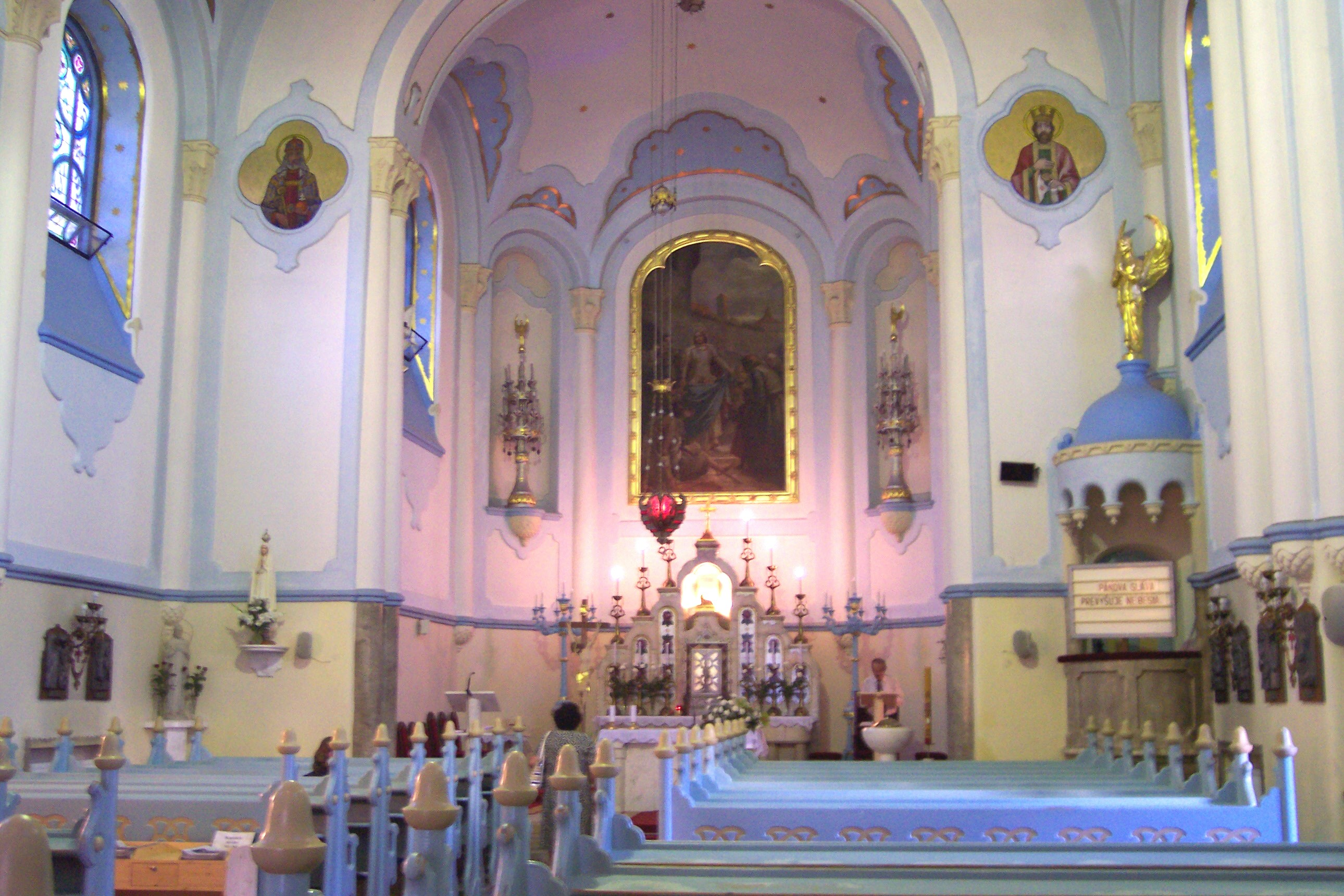
Wnętrze świątyni
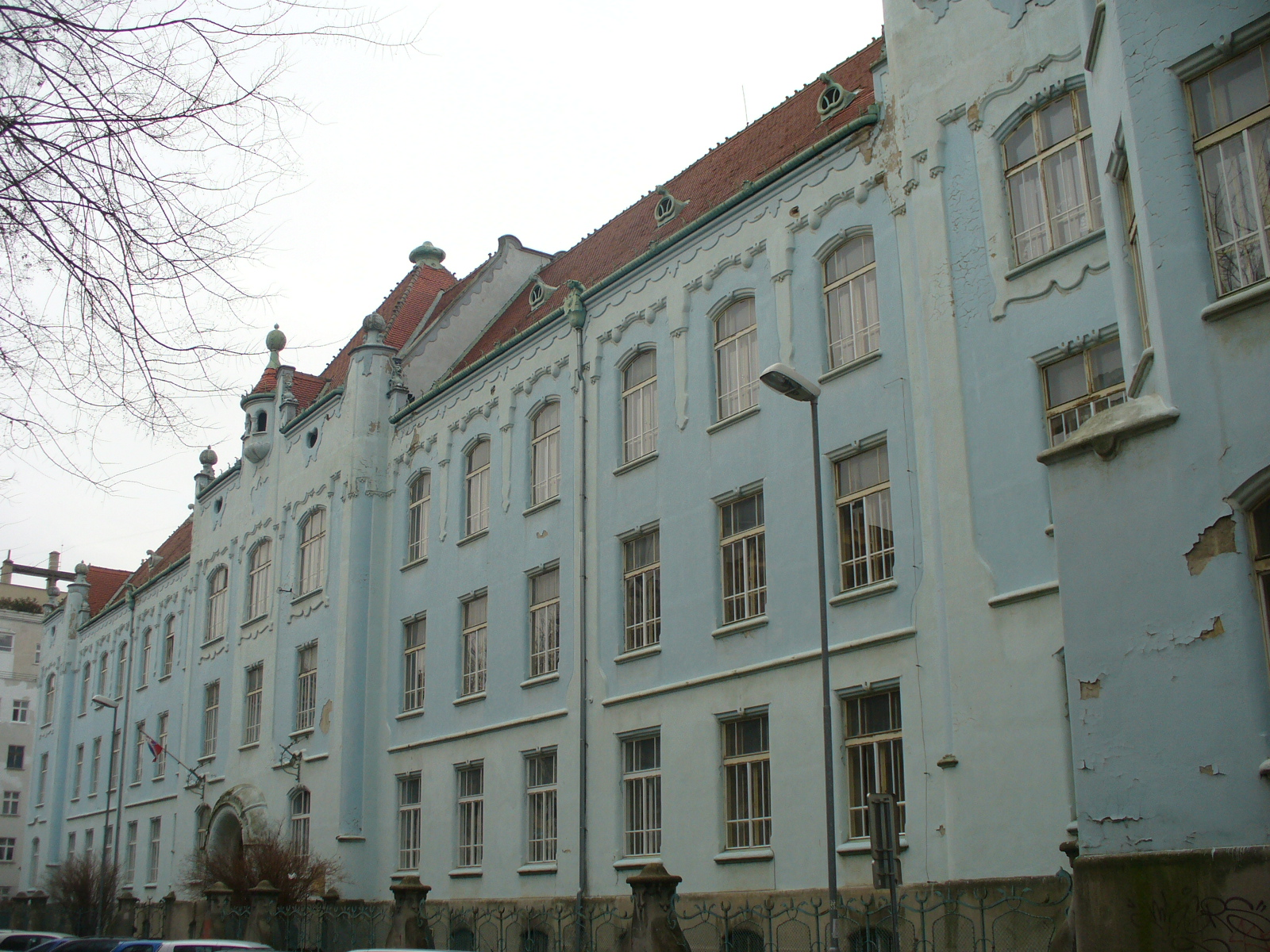
Gimnazjum obok kościoła – ta część budynku została kilka lat temu odnowiona
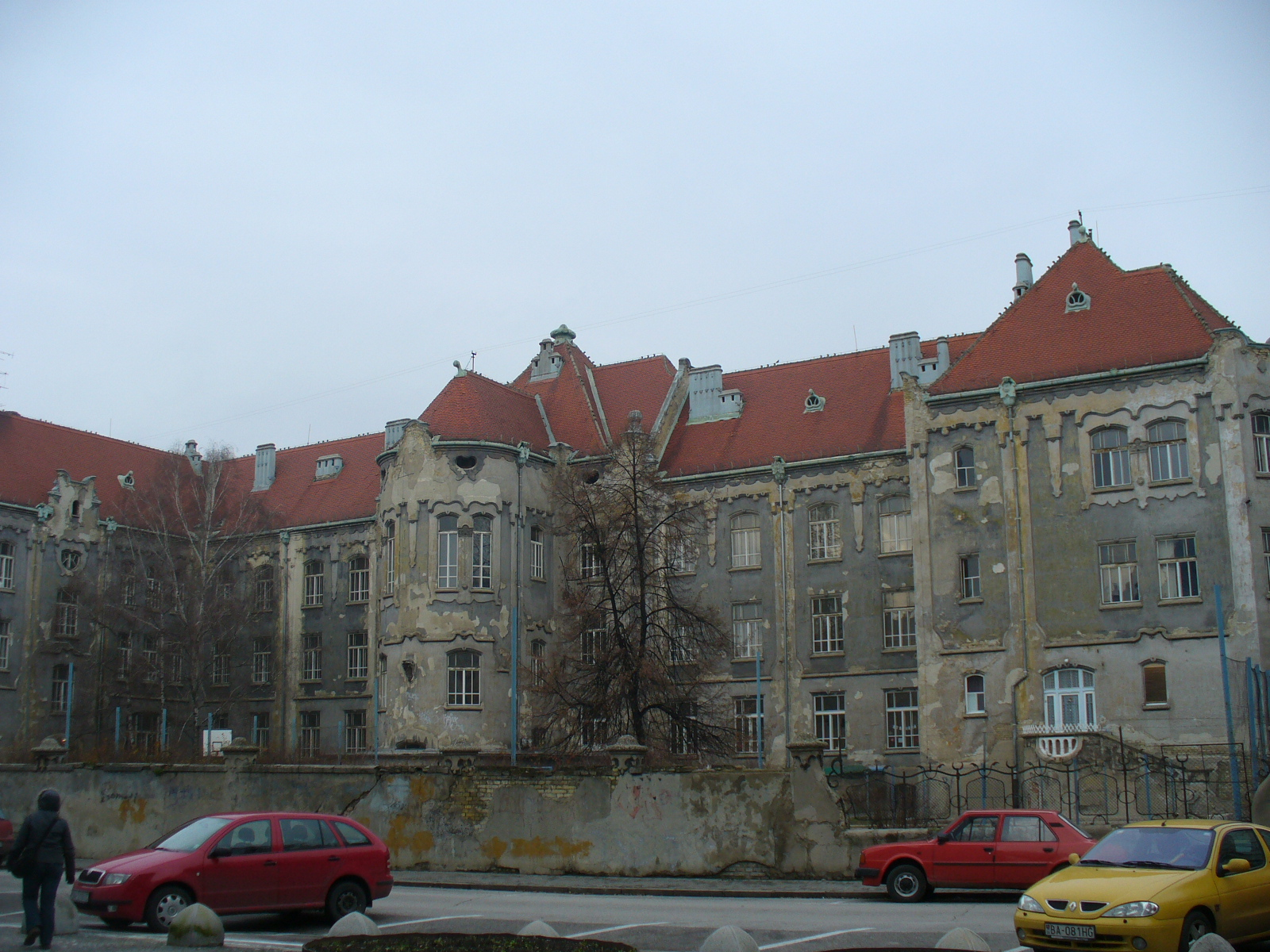
Gimnazjum – strona nieodnowiona